# Dinocryptops broelemanni
Dinocryptops broelemanni är en mångfotingart som först beskrevs av Kraepelin 1903.  Dinocryptops broelemanni ingår i släktet Dinocryptops och familjen Scolopocryptopidae.

## Underarter
Arten delas in i följande underarter:
- D. b. broelemanni
- D. b. esulcata